# Lygophis
Lygophis is een geslacht van slangen uit de familie toornslangachtigen (Colubridae) en de onderfamilie Dipsadinae.

## Naam en indeling
De wetenschappelijke naam van de groep werd voor het eerst voorgesteld door Leopold Fitzinger in 1843. Er zijn acht soorten, de slangen werden eerder aan andere geslachten toegekend, zoals Coronella, Aporophis en Rhadinaea.

## Verspreiding en habitat
Vertegenwoordigers van dit geslacht komen voor in delen van Midden- en Zuid-Amerika en leven in de landen Panama, Colombia, Venezuela, Guyana, Suriname, Frans-Guyana, Brazilië, Argentinië, Bolivia, Paraguay, Uruguay en Ecuador, mogelijk in Peru.
De habitat bestaat uit tropische en subtropische bossen, savannes en scrublands.

## Beschermingsstatus
Door de internationale natuurbeschermingsorganisatie IUCN is aan zeven soorten een beschermingsstatus toegewezen. Vijf soorten worden gezien als 'veilig' (Least Concern of LC), een soort als 'kwetsbaar' (Vulnerable of VU) en een soort als 'gevoelig' (Near Threatened of NT)..

## Soorten
Het geslacht omvat de volgende soorten, met de auteur en het verspreidingsgebied.
| Naam                    | Auteur          | Verspreidingsgebied                                                                                                   |
| ----------------------- | --------------- | --- |
| Lygophis anomalus       | Günther, 1858   | Brazilië, Uruguay, Paraguay, Argentinië                                                                               |
| Lygophis dilepis        | Cope, 1862      | Bolivia, Brazilië, Paraguay, Argentinië                                                                               |
| Lygophis elegantissimus | Koslowsky, 1896 | Argentinië |
| Lygophis flavifrenatus  | Cope, 1862      | Brazilië, Paraguay, Uruguay, Argentinië                                                                               |
| Lygophis lineatus       | Linnaeus, 1758  | Panama, Colombia, Venezuela, Guyana, Suriname, Frans-Guyana, Brazilië, Argentinië, Bolivia, Ecuador, mogelijk in Peru |
| Lygophis meridionalis   | Schenkel, 1902  | Bolivia, Brazilië, Argentinië                                                                                         |
| Lygophis paucidens      | Hoge, 1953      | Brazilië, Paraguay |
| Lygophis vanzolinii     | Dixon, 1985     | Argentinië |